# Gerhard Unger
Pour les articles homonymes, voir Unger.
Gerhard Unger est un ténor allemand, né le 26 novembre 1916 à Bad Salzungen et mort à Stuttgart le 4 juillet 2011. 
Gerhard Unger fit ses études à Berlin et ne commença, à cause de la Seconde Guerre mondiale, à chanter en public qu'en 1945, d'abord en concert et des oratorios. Il débuta comme chanteur d'opéra à Weimar en 1947, puis fut membre de l'Opéra d'État de Berlin de 1949 à 1961. Il quitta la RDA au moment de l'édification du Mur de Berlin et s'installa à Stuttgart. Depuis 1951, il chantait régulièrement au Festival de Bayreuth.
Gerhard Unger est considéré comme le David (Les Maîtres Chanteurs de Nuremberg) du XXe siècle, ce qui est amplement confirmé par les enregistrements d'Herbert von Karajan (1951), Rudolf Kempe (également 1951) et Rafael Kubelik (1968). Il possédait une voix juvénile et aimable, un timbre ensoleillé et beaucoup de talent comique. À cinquante-deux ans, sa voix était toujours aussi enthousiaste et fraîche que le requérait son rôle.
Unger a également brillé dans le rôle de Monostatos (La Flûte enchantée), notamment dans l'enregistrement légendaire d'Otto Klemperer (1963).